# La Tremenda Korte
La Tremenda Korte est un groupe mexicain de ska,,,,. Formé en 1994, il devient populaire après le boum du ska au milieu des années 1990. Leur nom est un hommage à l'émission de radio cubaine La tremenda corte. 

## Discographie

### Démos
- 1995 : Orden en la sala
- 1996 : Silencio En La Korte

### Singles
- 1998 : Escuela de Baile 1
- 1999 : Escuela de Baile 2

### Disques
- 2000 : ¡Venga La Sentencia!
- 2004 : Frecuencia Rebelde
- 2011 : Rebelión en la granja
- 2016 : Alerta
- 2019 : Tremendamente